# Bộ Vi (囗)
Bộ Vi (囗), nghĩa là "vây quanh" (trong từ chu vi, phạm vi), là một trong 31 bộ thủ được cấu tạo từ 3 nét trong số 214 Bộ thủ Khang Hi. Trong Khang Hi tự điển, có 118 ký tự (trong tổng số 49.030) được tìm thấy dưới bộ thủ này.
Lưu ý phân biệt bộ Vi (囗) và bộ Khẩu (口). Bộ Vi thường có chữ ở bên trong còn bộ Khẩu thì không. 

## Chữ dùng bộ Vi (囗)

Giáp cốt văn
Kim văn
Đại triện
Tiểu triện

| Số nét | Chữ                                                            |
| ------ | -------------------------------------------------------------- |
| 3 nét  | 囗                                                             |
| 5 nét  | 囙 囚 四 囜                                                    |
| 6 nét  | 囝 回 囟 因 囡 团 団                                           |
| 7 nét  | 囤 囥 囦 囧 囨 囩 囪 囫 囬 园 囮 囯 困 囱 囲 図 围 囵 囶 囷 囸 |
| 8 nét  | 囹 固 囻 囼 国 图                                              |
| 9 nét  | 囿 圀                                                          |
| 10 nét | 圁 圂 圃 圄 圅 圆                                              |
| 11 nét | 圇 圈 圉 圊 國                                                 |
| 12 nét | 圌 圍 圎 圏 圐                                                 |
| 13 nét | 圑 園 圓 圔 圕                                                 |
| 14 nét | 圖 圗 團 圙                                                    |
| 15 nét | 圚                                                             |
| 16 nét | 圛 圜                                                          |
| 22 nét | 圝                                                             |
| 26 nét | 圞                                                             |